# Милюков, Игорь Владимирович
И́горь Влади́мирович Милюко́в (р. 7 октября 1980, Обнинск, Калужская область, СССР) — российский певец (тенор), мультиинструменталист, актёр и продюсер. Заслуженный артист Приднестровской Молдавской Республики(2016)

## Образование
- Гуманитарный лицей г. Обнинска (окончил в 1997)
- Детская музыкальная школа № 1 г. Обнинска по классу аккордеона
- «Калужский областной музыкальный колледж имени С. И. Танеева по специальности балалайка», класс П. П. Малахова (1997—2001)[3]
- Кафедра сольного народного пения Российской академии музыки имени Гнесиных, класс профессора Игнатьевой С. К. (2001—2006)[4]

## Обнинск
Родился и вырос в городе Обнинске Калужской области. С семи лет выступал на сцене как участник Ансамбля русской народной музыки «Играй, рожок!».
С тех пор, как я маленьким мальчиком попал в «Играй, рожок!», всё было решено. Даже не столько музыкальная школа вызывала во мне любовь к музыке, ведь там всё было строго, на нервах, сколько сцена, весёлый коллектив, талантливые преподаватели.

После завершения учёбы в Российской академии музыки имени Гнесиных вернулся в Обнинск, где начал сольную концертную карьеру (первый концерт «Не покидай меня, любовь» состоялся в 2007 году). В 2013 году по итогам ежегодного городского конкурса назван «Человеком года» в номинации «Культура». В 2016 году открыл в Обнинске собственный продюсерский центр, где опытные педагоги преподают одаренным детям уроки вокала и сценического движения. В этом же году в рамках празднования 60-летия Обнинска состоялся гала-концерт, на котором прибывший в составе делегации из Тирасполя советник председателя Правительства Приднестровской Молдавской Республики Владимир Трандасир поздравил Игоря Милюкова с присвоением ему почетного звания «Заслуженный артист Приднестровской Молдавской Республики», вручив удостоверение и нагрудный знак.

## Калуга
Одновременно с учёбой в Калужском областном музыкальном колледже имени С. И. Танеева в 1997—2001 гг. работал артистом и солистом Калужского муниципального академического хора «Акварель» и в ансамбле народной музыки.

## Москва
С 2001 года (вначале параллельно с учёбой в Российской академии музыки имени Гнесиных) работает артистом-вокалистом Государственного ансамбля фольклорной музыки, затем ведущим артистом Государственного музыкального театра национального искусства под руководством Владимира Назарова. Роли в спектаклях:
Фёдор («Поминальная молитва, или Скрипач на крыше»),
Антуан («Маленький принц»),
Лукаш («Лесная песня»),
Аладдин («Ала ад-Дин»),
Тенор («Этно Калейдоскоп»),
Скоморох («Зачарованный лес»),
Апрель («Двенадцать месяцев»),
Царь Салтан («Сказка о царе Салтане») и др.
С того же года начал работать в Московском государственном музыкальном театре фольклора «Русская песня» Надежды Бабкиной.
С 2014 г. — солист Государственного академического русского народного ансамбля «Россия» имени Л. Г. Зыкиной.
Молодому вокалисту удается вдохнуть в классические жанры современные эмоции, не нарушая традиций и не опускаясь до уровня попсового популизма. А на сцене ему одинаково хорошо «идут» и русский костюм-тройка, и фалды английского фрака и парча восточного кафтана Аладдина. Как говорят «в народе», хорошо, когда у певца, есть голос, и то, что к нему прилагается — профессионализм и хорошие внешние данные. Неудивительно, что И. Милюков востребован, а его гастрольный график расписан на год вперед. Сегодня — он желанный гость и в России, и за границей.

## Фильмография и участие в реалити-шоу
С 2005 года снимается в кинофильмах и телевизионных шоу:
- 2005 — Продается детектор лжи[9]
- 2009 — Лабиринт[9]
- 2009 — Роковое сходство[9]
- 2020 — Grand Cancan

Игорь Милюков увел жену у Дмитрия Нагиева. Среди баек, которые ходят в артистической среде о Милюкове есть и такая. Впрочем, красавец-шоумен Нагиев, у персонажа которого увел жену герой Милюкова в картине «Роковое сходство», не в претензии — дело давнее, да и чего не бывает в киношной жизни? Знакомясь с карьерой Игоря Милюкова в кино не могла не заметить, что открыв молодое дарование, коварные режиссёры беззастенчиво эксплуатировали его в своих режиссёрских целях: в фильмах, в которых Игорь снимался, ему доводилось и прыгать, и бегать, и преодолевать препятствия, и драться, благо, помогала хорошая физическая подготовка. Не обошлось и без гонок по ночным дорогам с крутыми виражами.
На протяжении ряда лет принимает участие в телевизионном шоу на ТВЦ «Приют комедиантов».

В 2009 году принял участие в съёмках и вышел в финал американского реалити-шоу «Русские теноры». Четыре победителя шоу, объединённые в ансамбль, должны были принять участие в мировом турне. Драматургия шоу требовала интриг между участниками, в которых они отказались участвовать. После неудачного окончания шоу восемь участников уже в России объединились в проект «Новые голоса». Проект строился на сольных выступлениях певцов и совместном исполнении нескольких номеров. В дальнейшем проект «Новые голоса» распался на две самостоятельные группы, одной из которых стало трио VINCERO.
Успех проекта «Новые голоса», выросшего из голливудского проекта баронессы Катерины фон Гечмен-Вальдек, иначе, как оглушительным назвать нельзя. Популярные произведения в стиле crossover в их исполнении сегодня на пике востребованности, и недавний небольшой апгрейд группы только добавит интереса со стороны их почитателей. О гастрольных планах, новой программе и сменившемся имени группы Игорь Милюков пока не говорит, сохраняет интригу.

## Дуэт с Лидией Музалёвой
С 2008 года начал совместные выступления с исполнительницей русских народных песен Лидией Музалёвой, знавшей его ещё по Ансамблю народной музыки «Играй, рожок!»
Директор Городского Дворца культуры (ГДК) Обнинска Виталий Пикалов рассказывал в 2010 году о начале этого сотрудничества:
Два года назад обнинская делегация приехала в Витебск на «Славянский базар». И так совпало, что в эти дни отмечал юбилей начальник управления культуры города, наш друг — Виктор Дмитриевич Чибисов. Там нас всегда тепло встречают. И там, можно сказать, состоялась его открытие для публики. Они экспромтом с Лидией Михайловной спели дуэтом. Этот экспромт оказался настолько удачным, что на обратной дороге я сказал: «А почему бы вам не петь дуэтом? По-моему, у вас здорово получается. Давайте сделаем совместный сольный концерт и даже дату назначим, чтобы вы уже точно не передумали…»

Сама Лидия Музалёва так прокомментировала слова Пикалова:
Честно признаюсь: <…> как человек, умудрённый жизненным опытом, отнеслась к идее Виталия Сергеевича настороженно. Разница в возрасте, манере исполнения… Я же помнила Игоря подростком, помнила как он мальчишкой ходил на занятия к Леониду Резникову. <…> И вот теперь, когда наш дуэт существует два года, я могу сказать: это действительно мой партнёр, как будто судьба свела наши дороги <…>, он «не тянет на себя одеяло», он не заслоняет, не подавляет партнера по сцене.

Сегодня артисты продолжают сотрудничать, их концерты ждут не только в ближнем, но и дальнем зарубежье. Так, в 2010 году они стали русскими «послами» в рамках культурной программы, предусмотренной в ходе Дней России во Франции и Дней Франции в России. И посетили эту страну по приглашению посла РФ Александра Константиновича ОРЛОВА.
- Нам довелось общаться с потомками великих династий, носителями знатных фамилий — ШЕРЕМЕТЬЕВЫМИ, ГАЛИЦЫНЫМИ, ТРУБЕЦКИМИ…Буквально у трапа самолёта нас встретила атташе посольства по культуре Людмила ЛОГИНОВА, и сразу же повезла на празднование Старого Нового года к ТРУБЕЦКИМ, — с жаром вступает в разговор Игорь, у которого в глазах до сих пор отражаются огоньки Эйфелевой башни. — Как передать эту атмосферу настоящей интеллигентности, бережного отношения к своим предкам, истории? Всё в доме: картины, мебель, старинное оружие (есть даже пушка во дворе), кухня хранят память о родине, о России. Они помнят р у с к и е песни…

## Мультиинструменталист
Владеет музыкальными инструментами: фортепиано, балалайка, аккордеон, гармонь, гусли, гитара, жалейка, владимирский рожок, одноручная пила, коса, комуз.
Иногда кажется, что чем бы ни занимался Милюков — ему все надо сделать по максимуму. Поэтому ему все по плечу — играть на разных инструментах, включая пилу и комуз, плясать, петь под собственный аккомпанемент. Вот с комузом-то, который члены музыкального коллектива, выехавшего на гастроли с Киргизию, освоили в совершенстве (готовились как-никак к гастролям, песню этническую приглашающей стороны выучили — прим. автора) вышла интересная история. Когда в национальных киргизских костюмах и пушистых шапках четверо артистов вышли на сцену концертного зала в Бишкеке и стали на комузах исполнять быструю киргизскую мелодию, зал поначалу замер, а потом взорвался аплодисментами — проявленное уважение со стороны гостей, высочайшее мастерство игры на этом древнем инструменте вызвало бурю восторга. Но когда Игорь запел — перед чарующим голосом исполнителя зал снова замер и установилась тишина. 
А ведь когда-то его музыкальная карьера началась с гармоники, купленной в комиссионном магазине. Как-то на урок музыки в обычную школу к нам пришёл Леонид Дмитриевич Резников. Он был художественным руководителем детского коллектива «Играй, рожок!» Базировались музыканты во Дворце Культуры «Строитель» г. Обнинска. Он поиграл нам на рожке, брёлке, балалайке, баяне. И пригласил заниматься. Когда он играл на баяне, у меня по всему телу побежали мурашки, я подумал, какой замечательный музыкальный инструмент! И попросил Леонида Дмитриевича взять меня к нему в коллектив.

## Семья
- Жена — Татьяна Милюкова[12].
- Дети — Егор, Артём[5][12], Владимир[15].

Знаменитый обнинский тенор, участник проекта «Новые голоса», лауреат всероссийской премии «Овация» Игорь Милюков стал троекратным отцом — он и его супруга Татьяна были награждены памятной региональной медалью «Третья улыбка в семье». Награждение памятной медалью семьи Милюковых проходило в рамках мероприятий, приуроченных к городскому фестивалю-конкурсу «Семья года-2012» — сотрудники центра социальной помощи детям и семьям «Милосердие» и чиновники администрации города Обнинска поздравили счастливых молодых родителей непосредственно в день выписки Татьяны Милюковой из роддома. 

## Награды и премии
- Заслуженный артист Приднестровской Молдавской Республики (2016)
- Лауреат премии «Овация» (2008)[5]
- Лауреат 3 степени, обладатель специального приза зрительских симпатий 9-го Международного конкурса старинного русского романса им. Изабеллы Юрьевой (2008)[5]

Совершенно невероятные по силе аплодисменты зала сорвал молодой Игорь Милюков из Обнинска, выступавший в сопровождении ансамбля «Братина», — это Юрий Константинов со своей балалайкой и Евгений Шепилин с баяном.

### Интервью
- Коршикова Диана. Игорь Милюков: «Меня боженька за руку провёл» (недоступная ссылка) // Мой город. — 2008 г.

### Статьи
- Векличева Р. «Это счастье ни с чем не схожее…» (недоступная ссылка) // Обнинск. — № 172 (3074). — 22 декабря 2008 года.
- Мохова Марина. Тенор Игорь Милюков впервые выступил на калужской сцене // Россия-1. — 4 февраля 2010 года.
- Собачкин Алексей. Новые голоса (недоступная ссылка) // НГ-регион. — 25 марта 2010 года.
- Сосновская Г. Песня — обнажённая душа (недоступная ссылка) // Обнинск. — 2010. — № 127 (3371).
- Храмова Наталья. Творческий вечер заслуженных артистов России Лидии Музалёвой и Игоря Милюкова стал настоящим подарком (недоступная ссылка) // Первый республиканский. — 8 июля 2010 года.
- Яковлева А. Браво, Игорь! (недоступная ссылка) // Обнинск. — 2008. — № 165 (3067).
- Вепренцева Н. Игорь Милюков: «Я не хотел бы быть героем» // Консарт — интернет-альманах об искусстве. — 7 апреля 2012 года.
- Ягудинова Э. Формула успеха Игоря Милюкова // Обнинск. — 2015. — 8 октября (№ 94).